# فرضیه طبیعت‌بارگی
زیست‌گرایی یا طبیعت‌بارگی یا بیوفیلیک اصطلاحی است که به تازگی وارد حوزه زبان شده و به همین دلیل تاکنون (سال۲۰۱۰) وارد فرهنگ لغت نشده‌است. کلمه بیوفیلیک از بیوفیلیا (به انگلیسی: Biophilia) (بیو به معنی «زیست» و فیلیک به معنی «دوستی») گرفته شده در نتیجه برای درک مفهوم واژه بیوفیلیک به بررسی لغت بیوفیلیا پرداخته شده‌است.

## واژه بیوفلیا
واژه بیوفیلیا از دو جزء Bio و Philia تشکیل شده‌است. واژه Bio فرمی ست که در ابتدای اسم‌ها، صفت‌ها و قیدهایی استفاده می‌شود. که به چیزهای زنده یا زندگی انسان‌ها مربوط می‌شود. واژه Philia جذابیت و احساس مثبتی است که مردم نسبت به عادت‌ها و فعالیت‌ها و تمام چیزهایی که در طبیعت اطراف ماست دارند. در نتیجه Biophilia همان احساس مثبت انسان‌ها نسبت به موجودات زنده می‌باشد.

### تاریخچه و مفهوم زیست‌گرایی
اصطلاح زیست‌گرایی نخستین بار توسط اریک فرم (Erich Fromm) در سال ۱۹۶۴ میلادی برای توصیف گرایش روانی مجذوب شدن نسبت به تمام چیزهای زنده و زندگی بخش استفاده شده‌است. این واژه از لحاظ لغوی یک اسم است که در سال ۱۹۷۹ میلادی وارد لغت نامهMerriam_Webster شده و به معنای توانایی فطری بشر برای ارتباط برقرار کردن و وابستگی صمیمانه با انواع دیگر زندگی و جانداران در طبیعت می‌باشد همچنین واژه بیوفیلیا به شکل تحت‌الفظی به عشق به زندگی و جانداران یا سیستم‌های زیستی معنی شده‌است.

#### فرضیه زیست‌گرایی
فرضیه زیست‌گرایی اظهار می‌کند که پیوندی غریزی و فطری بین انسان‌ها و دیگر سیستم‌های زیستی وجوددارد. دکتر ادوارد. اُ. ویلسن (E.O.Wilson) دسته عمیق‌تری از وابستگی‌ها را بیان می‌کند که به ویژگی زیست‌بوم برمی‌گردد. او بحث می‌کند که ما گونه زیستی هستیم که کمتر به معنا و هدف نهایی بدون در نظر گرفتن چیزهایی که یادآور زندگی هستند می‌رسیم. چیزی که ویلسن به عنوان تمایل فطری پیوستن به طبیعت توصیف می‌کند این است که ما با جانداران زنده پیوند خورده‌ایم و این تمایل از نخستین دوران کودکی آغاز می‌شود و در الگوهای فرهنگی و اجتماعی ما جریان پیدا می‌کند. ترجیح انسان‌ها نسبت به چیزهایی که در طبیعت هستند، هنگامی که از طریق تجربه و فرهنگ تصحیح شد، به‌طور فرضی محصول سیر تکاملی زیست شناختی می‌باشد. برای مثال: پستانداران بالغ (به خصوص انسان‌ها) معمولاً مجذوب صورت نوزادهایشان می‌شوند و آن‌ها را در میان گونه‌ها جذاب می‌دانند، برای آن‌ها چشمان درشت و اجزای کوچک چهره کودکانشان خیلی جذاب تر از اجزای کهن سالانشان است. فرضیه زیست‌گرایی بیان می‌کند که احساس مثبت و واکنش پستانداران بالغ نسبت به نوزادانشان در میان گونه‌ها کمک می‌کند که رتبه بقاء پستانداران بالا رود. به شکل مشابه این فرضیه به ما کمک می‌کند که توضیح دهیم، چرا انسان‌های عادی از جانوران اهلی و وحشی مراقبت می‌کنند و حتی گاهی جان خود را به خطر می‌اندازند تا آن‌ها را حفظ کنند و این که چرا آن‌ها در خانه‌هایشان و پیرامون خود گل و گیاه پرورش می‌دهند و از آن‌ها نگهداری می‌کنند. به زبان دیگر عشق طبیعی ما به حیات و زندگی کمک می‌کند که زندگی ادامه پیدا کند. با توحه به ژن‌های خودپسند(Selfish genes) فرضیه بیوفیلیا باید توضیح دهد که ارگانیسم‌های زنده چرا به دیگر جانداران زنده‌ای که DNA آنها را دارا نیستند کمک می‌کنند. جانوران اهلی و گیاهان می‌توانند به تدریج تغییر و پیشرفت کنند و گونه‌های مختلفی از ژن‌ها را به وجود آورند که انسان‌ها را مجبور کند از آن‌ها مواظبت و حفاظت کنند. با این وجود بعضی از زیست‌شناسان سیر تکاملی عقیده دارند که این موضوع می‌تواند با مدل‌های پایه‌ای مشهوری که به شکل تجربی نشان داده‌اند که ویژگی‌های ژنتیکی هر فرد به صورتی است که توانایی این را دارد که نه تنها از خودش بلکه از دیگران هم به همان شکل مراقبت کند، شرح داده شود. این نکته نیز باید ذکر شود که تمایل به مراقبت از جانوران و گیاهان می‌تواند جنبه فرعی تولید و پیشرفت ما در کشاورزی و دامداری باشد. اگرچه به‌طور کاملاً فرضی، این ویژگی‌های رفتاری برای نیاکان ما که بقاءشان به این رفتارها وابسته بوده، سودمند بوده‌است.

##### طراحی بیوفیلیک
متأسفانه تکنولوژی مدرن (جدید) و پیشرفت‌های مهندسی موجب شده که این باور در مردم به وجود آید که ژن‌های طبیعی و ارثی نمی‌توانند آن‌ها را محدود کنند و حتی می‌توانند از آنها سبقت گیرند و بالاتر روند. این عقیده باعث شده که تصور بشریت برای فرار از تحت سلطه بودن
سیستم‌های حیات به وسیله پیشرفت بشر و رشد تمدن به شکلی که توانایی تغییر و انتقال پایه‌ای جهان طبیعی را داشته باشد، تقویت کند. این توهم خطرناک، معماری را به وجود آورده که تراکم شدید ساختمان‌ها، کم کردن و فروپاشیدن محیط طبیعی اطراف و جدایی مردم از سیستم‌ها و فرایندهای طبیعی را به همراه دارد. الگوی حکم‌فرما در طراحی ساخت‌وسازهای مدرن (جدید) به گونه‌ای است که ساختمان تبدیل به یک مصرف‌کننده منابع و انرژی ناپایدار شده‌است. این نوع معماری، آلودگی هوا و آب را گسترش می‌دهد، تغییرات آب و هوایی و جوی را فراگیر می‌کند، حق نسل‌های آینده را از بین می‌برد، شرایط ناسالم فضای داخلی را به وجود می‌آورد، بیگانگی با طبیعت را می‌افزاید و باعث رشد بی‌مکانی (placelessness) می‌شود. طراحی بیوفیلیک در واقع تلاشی است برای از بین بردن شکافی که بین معماری مدرن (امروزی) و نیاز انسان‌ها به برقراری ارتباط با جهان طبیعی به وجود آمده‌است. طراحی بیوفیلیک یک رویکرد ابتکاری است که بر اهمیت نگهداری، بالا بردن و ترمیم تجربه سودمند استفاده از طبیعت در محیط ساخته شده تأکید می‌کند.

###### تعریف طراحی بیوفیلیک
طراحی بیوفیلیک در یک نگاه، تشخیص نیاز فطری انسان برای برقراری ارتباط با طبیعت به همراه پایداری و استراتژی‌های جهانی طراحی برای خلق محیط‌هایی است، که بتوانند کیفیت زندگی راافزایش دهند. پروفسور کلرت طراحی بیوفیلیک را مدل جدیدی از معماری سبز می‌داند که وعده داده‌است انسان‌ها را دوباره با طبیعت پیونددهد.
به‌طور کلی طراحی بیوفیلیک کوششی دقیق برای فهم و درک نیاز ذاتی بشر برای همبستگی و پیوند با دنیای طبیعی و تأثیر آن در طراحی و ساخت محیط‌های مناسب برای زندگی می‌باشد. این موضوع نسبتاً به سادگی و راحتی قابل درک است، اما با این وجود دستیابی به آن فوق‌العاده مشکل است، چرا که محدودیت‌هایی هم برای درک کامل زیست‌شناسی بشر و جنبه‌های مختلف نهاد و سیرت او برای پیوند با جهان طبیعی وجود دارد و هم اینکه محدودیت‌های دیگری به خاطر ناتوانی ما برای انتقال این مفاهیم در طراحی ساختمان‌ها و محیط، کار را برای ما دشوار می‌سازد.

###### مفهوم طراحی بیوفیلیک
طراحی بیوفیلیک در واقع طراحی و ساخت با توجه به طبیعت در ذهن می‌باشد. البته طراحی بیوفیلیک به این معنی نیست که ساختمان‌هایمان را با چمن و پوشش گیاهی سبز کنیم و به سادگی، جذابیت و زیبایی آن‌ها را با استفاده از درختان و بوته‌ها بالا ببریم. بلکه موضوع بحث ما خیلی بالاتر از این است و در مورد مکان بشریت در طبیعت و همچنین مکان و جایگاه جهان طبیعی در اجتماع انسان هاست، فضایی که تقابل، احترام و ارزشمندکردن ارتباطات می‌تواند در تمام سطوح به وجود بیاید و به شکل هنجار پدیدار شود تا یک استثناء

###### سر منشأ ایده طراحی بیوفیلیک
ایده طراحی بیوفیلیک از اینجا آغاز شد که شناخت نسبت به سیر تکاملی جسم وفکر انسان و ارتباط آن با جهان حسی و گرانبها بالا رفت، چیزی که ادامه آن برای سلامتی مردم، بهره‌وری، احساسات، رشد فکری و ذهنی و حتی سلامتی روحی انسان‌ها به نقطه بحرانی رسید و حیاتی شد. ضرورت این موضوع در دوران مدرن (معاصر) با توجه به کشاورزی در مقیاس بزرگ، صنعت، مواد مصنوعی، مهندسی‌های مختلف، دنیای الکترونیک و …، در شهرها نمایان است. بشر با واکنش مطابق با شرایط و محرک‌های طبیعی می‌تواند سیر تکاملی خود را طی کند. شرایط و محرک‌هایی مانند: (نورخورشید، هوا، آب، گیاهان، جانوران، چشم‌انداز و بوم) برای بلوغ، پیشرفت‌های عملکردی و سرانجام حیات انسان‌ها بسیار ضروری می‌باشد

###### اهداف طراحی بیوفیلیک
ما اجتماعی هستیم که همیشه در حال تغییر و حرکت هستیم و همواره مقدار زیادی استرس را برای خودمان، فرزندان‌مان، همکاران در محیط کار و همسایگان‌مان به وجود می‌آوریم و موجب به وجود آمدن یک عدم تعادل در بدن‌مان می‌شویم که ما را به سمت
بیماری‌ها و بهبودی طولانی مدت می‌برد. مشاهدات بسیار زیادی وجود دارد که نشان می‌دهد، محیط‌هایی که الهام گرفته از طبیعت هستند به ما کمک می‌کنند که کمتر دچار استرس شویم و بتوانیم آن را کنترل کنیم و همچنین می‌توانیم، بهره‌وری، خلاقیت، رضایت شغلی، محیطی مناسب برای پیشرفت ذهنی و جسمی کودکان ،... و در نهایت می‌تواند بخشی از آسودگی خاطر را که آرزوی ماست به ما بچشاند. 
در زیر برخی از مهم‌ترین مواردی را که طراحی بیوفیلیک بر آن‌ها تأثیر مثبت دارد ذکر شده‌اند:
- سلامت جسمی و روحی
- خلاقیت، توجه و یادگیری در کودکان
- رضایت از محیط اطراف
- مناسبات همسایگی و تعامل و رفت‌وآمد در شهرها.
- ایجاد آرامش و آسودگی خیال و کاهش استرس
- قدردانی و درک ارزش و اهمیت طبیعت[۱۶]

###### حرفه‌های در گیر در طراحی بیوفیلیک
همان‌طور که گفته شد، طراحی بیوفیلیک یک رشته، میان رشته‌ای است و تعداد زیادی از رشته‌های علمی مختلفی در آن درگیر هستند که: معماران، دانشمندان علوم طبیعی، جامعه شناسان، متخصصان سلامتی، روان‌شناسان، اقلیم‌شناسان، بوم‌شناسان، زیست‌شناسان، شهرسازان و برنامه‌ریزان شهری، توسعه‌دهندگان و تمام کسانی که پیشنهاد می‌دهند ما چگونه می‌توانیم نه تنها پایداری بلکه اجتماعی رضایت‌بخش و جدیدکه با طبیعت هماهنگ است را به وجود آوریم، شامل می‌شود.